# Melfa (vestimenta)

La melfa o melhfa es la prenda de vestir tradicional de las mujeres en el Sahara y zonas del Sahel. Consiste en una sola pieza de tela de entre 6 y hasta 10 metros de largo por 2 metros de ancho, que cubre desde la cabeza hasta los pies dejando solo un pequeño espacio libre para los ojos.

## Características
Según las distintas lenguas de la región, tiene diferentes denominaciones. En el Magreb, se conoce como melfa (a veces melhfa, melfha, melafa, meulfeu o mlahef). En Mauritania y Malí, se denomina dampé, mientras que en el norte de Nigeria, Níger y Chad, se conoce como lafaya o laffaya. Los songhai la llaman toungou y entre los tuareg, recibe el nombre de tassaghnist. En Sudán, se conoce como toub o tiyyab. Por otro lado, recibe diferentes nombres dependiendo de los colores y el material del que está hecha y, a veces, recibe su nombre del grupo de edad de las mujeres que la llevan.
Aunque el origen exacto de la melfa no está claramente datado, se sabe que se utilizaba hace varios siglos en la región del Sáhara Occidental. Originalmente era de color añil, pero con el tiempo pasó a ser de uno o varios colores, tanto lisos como con estampados entre los que se pueden encontrar verdaderas obras de arte. En algunas zonas rurales, es habitual el color negro.
Se caracteriza por su finura y levedad. El peso de esta vestimenta es de poco más de 500 gramos de un tejido que normalmente es de algodón aunque también se confecciona con otros materiales naturales como seda, lana o bien con mezclas de diferentes fibras sintéticas. La melfa protege de las duras condiciones ambientales del desierto y su ligereza, transportabilidad y facilidad de almacenamiento la hacen adecuada para ese medio.
Su uso está firmemente arraigado en la sociedad y la forma de llevarla es muy similar en todos los países africanos en los que se utiliza. Hay diferentes tipos de melfas, unas para la vida cotidiana, mientras que otras, que suelen llevar varias costuras, se reservan para festivales y ceremonias.
Se han incorporado a la prenda diseños y tejidos modernos que reflejan la evolución de los tiempos y los gustos de las generaciones más jóvenes, además de demostrar su gran adaptabilidad. En junio de 2017, la melfa subió a las pasarelas de alta costura en el Sofitel Jardin des roses de Rabat de la mano de la estilista Fatima Zohra El Filali y de Asmaa El Alaoui, experta en desarrollo regional, que pusieron en marcha el Sahara Fashion Show, un desfile en el que la melfa fue el tema central del evento.
Aunque se pueda considerar un símbolo religioso musulmán, es un símbolo cultural específico y exclusivo del pueblo saharaui, utilizado por todos los grupos étnicos y religiosos de la población. En el desierto marroquí, más allá de su función práctica, la melfa tiene connotaciones simbólicas, políticas y religiosas, y es un símbolo de identidad cultural y de la lucha de la mujer. Las mujeres del Sahara Occidental la utilizaron contra el colonialismo español en el siglo XIX y posteriormente, como muestra de resistencia contra la ocupación marroquí para conseguir la libertad y la independencia.